# Trichopolia suspicionis
Trichopolia suspicionis là một loài bướm đêm trong họ Noctuidae.